# Sehlen
Sehlen est une commune sur l'île de Rügen, dans l'arrondissement de Poméranie-Occidentale-Rügen, Land de Mecklembourg-Poméranie-Occidentale.

## Géographie
Sehlen se trouve au sein du Muttland, au milieu d'une moraine de fond.
La commune de Sehlen comprend les quartiers de Alt Sassitz, Sehlen, Groß Kubbelkow, Klein Kubbelkow, Mölln-Medow, Tegelhof et Teschenhagen.
La Bundesstraße 96 et la ligne Stralsund–Sassnitz (de) traversent son territoire.

## Histoire
Sehlen est mentionné pour la première fois en 1298 sous le nom de "Zele" ("vert" en slave), à cause des forêts. En 1471, le village est la propriété d'Erik von Barnekow et reste dans la famille noble jusqu'au XIXe siècle.
Klein Kubbelkow est mentionné en 1314 sous le nom "Cublikowe", sans doute en même temps que Groß Kubbelkow. Il reste une propriété des Barkenow jusqu'en 1945. Ils y ont construit un domaine au XIXe siècle.

## Personnalités liées à la ville
- Friedrich von Barnekow (1848-1908), fonctionnaire né à Klein-Kubbelkow.

## Liens
- Site officiel
- Notices d'autorité :   - VIAF